# Peugeot 307
Peugeot 307 var en bilmodel fra den franske bilfabrikant Peugeot. Bilen, som tilhørte den lille mellemklasse, kom på markedet i august 2001 som efterfølger for Peugeot 306 og blev valgt til Årets Bil i Danmark og Europa 2002.

## Historie
Det første år fandtes modellen kun som tre- og femdørs hatchback. I juni 2002 kom stationcarversionerne Break og SW, og i august 2003 fuldendte coupé-cabriolet-versionen CC programmet.
307 fandtes alt efter udførelse med forskellige benzin- og dieselmotorer. I april 2004 kom der en 1,6-liters HDi-dieselmotor med 80 kW (109 hk) og partikelfilter, som opfyldte Euro4-normen. Denne motor gav hatchbackudgaven med den standardmonterede femtrins manuelle gearkasse en acceleration fra 0 til 100 km/t på 11,2 sekunder og en topfart på 188 km/t.

### Facelift
I maj 2005 fik 307 et facelift med ændret frontparti og nye baglygter. Hatchbackudgaven fandtes efter faceliftet i seks forskellige udstyrsvarianter: Filou, Grand Filou Cool, Tendance, Prémium, Sport og det bedste og dermed også dyreste udstyr Platinum.

## Karrosserivarianter
307 fandtes i samlet set seks forskellige karrosserivarianter:
- Hatchback med tre døre
- Hatchback med fem døre
- Sedan med fire døre (fra 2003, kun til Kina og Sydamerika)
- Stationcar (Break) med fem døre og fem siddepladser
- Stationcar (SW) med fem døre, syv siddepladser og glastag
- Coupé-cabriolet med to døre, fire siddepladser og nedfældeligt ståltag

- 307 femdørs bagfra
- Peugeot 307 femdørs (2005–2007)
- For Sydamerika og Asien:
Peugeot 307 som sedan

## Sikkerhed
Den almindelige 307 blev kollisionstestet af Euro NCAP i 2001 med et resultat på fire stjerner ud af fem mulige, mens CC-modellen blev testet med samme resultat i 2003.

## Tekniske specifikationer
307 deler motorer med mange af PSA Peugeot Citroëns andre bilmodeller fra samme tid. Dieselmotorerne er udviklet i samarbejde med Ford og Mazda.
| Model         | Ventiler | Slagvolume cm³ | Max. effekt kW (hk) / omdr. | Max. drejningsmoment Nm / omdr. | Motorkode            | 0-100 km/t sek. | Topfart km/t | Byggeår     | Varianter                |
| ------------- | -------- | -------------- | --------------------------- | ------------------------------- | -------------------- | --------------- | ------------ | ----------- | ------------------------ |
| Benzinmotorer |          |                |                             |                                 |                      |                 |              |             |                          |
| 1.4           | 8        | 1360           | 55 (75) / 5500              | 120 / 2800                      | TU3JP (KFW)          | 13,8            | 167          | 2001 − 2004 | Hatchback, Break         |
| 1.4           | 16       | 1360           | 65 (88) / 5250              | 133 / 3250                      | ET3J4 (KFU)          | 12,5            | 175          | 2003 − 2007 | Hatchback, Break         |
| 1.6           | 16       | 1587           | 80 (109) / 5800             | 147 / 4000                      | TU5JP4 (NFU)         | 10,6            | 190          | 2001 − 2007 | Hatchback, Break, SW, CC |
| 2.0           | 16       | 1997           | 100 (136) / 6000            | 190 / 4100                      | EW10J4 (RFN)         | 9,1             | 207          | 2001 − 2005 | Hatchback, Break, SW, CC |
| 2.0           | 16       | 1997           | 103 (140) / 6000            | 200 / 4000                      | EW10A (RFJ)          | 8,9             | 205          | 2005 − 2007 | Hatchback, Break, SW, CC |
| 2.0           | 16       | 1997           | 130 (177) / 7000            | 202 / 4750                      | EW10J4S (RFK)        | 8,2             | 220          | 2005 − 2007 | Hatchback, CC            |
| Dieselmotorer |          |                |                             |                                 |                      |                 |              |             |                          |
| 1.4 HDi       | 8        | 1398           | 50 (68) / 4000              | 160 / 2000                      | DV4TD (8HX/8HZ)      | 15,2            | 160          | 2002 − 2004 | Hatchback, Break         |
| 1.6 HDi       | 16       | 1560           | 66 (90) / 4000              | 215 / 1750                      | DV6(A)TED4 (9HX/9HV) | 12,5            | 179          | 2006 − 2007 | Hatchback, Break, SW     |
| 1.6 HDi       | 16       | 1560           | 80 (109) / 4000             | 240 / 1750                      | DV6TED4 (9HZ/9HY)    | 12,3            | 188          | 2004 − 2007 | Hatchback, Break, SW     |
| 2.0 HDi       | 8        | 1997           | 66 (90) / 4000              | 205 / 1750                      | DW10TD (RHY)         | 12,4            | 179          | 2001 − 2005 | Hatchback, Break, SW     |
| 2.0 HDi       | 8        | 1997           | 79 (107) / 4000             | 250 / 1750                      | DW10ATED4 (RHS)      | 11,8            | 188          | 2001 − 2004 | Hatchback, Break, SW     |
| 2.0 HDi       | 16       | 1997           | 100 (136) / 4000            | 320 / 2000                      | DW10BTED4 (RHR)      | 11,0            | 202          | 2003 − 2007 | Hatchback, Break, SW, CC |

## 307 SW/Break (2002−2008)
Peugeot 307 SW var en i juni 2002 introduceret stationcar med aftagelige sæder i anden og tredje række. Der var plads til syv personer, hvoraf tredje række kun var beregnet til børn og mindre personer med en højde på op til 1,60 m. 307 SW havde i modsætning til 307 Break et som "panoramatag" betegnet 1,4 m² stort glastag af varmeisolerende sikkerhedsglas, som kunne formørkes ved hjælp af et elektrisk solrullegardin. I modsætning til hatchbackmodellen var Break og SW udstyret med tagræling til befæstigelse af en tagbagagebærer.
I maj 2005 fik modellen sammen med resten af 307-serien en ansigtsløftning, så den kom til at ligne den større Peugeot 407. Bagenden forblev bortset fra nye kromapplikationer i baglygterne uændret.

## 307 CC (2003−2008)
307 CC kom på markedet i august 2003 og var en firepersoners coupé-cabriolet med et todelt elektrohydraulisk nedfældeligt metalfoldetag udviklet af Magna Car Top Systems og genbrugt næsten uændret i efterfølgeren 308 CC. Biler med lignende tagudførelse er bl.a. Peugeot 206 CC, 207 CC eller Renault Mégane CC. 307 CC er noget lavere og længere end hatchbackversionen. På grund af det nedfældelige tag kan 307 CC ikke udstyres med tagbagagebærer.
Også 307 CC fik i maj 2005 den nye front ligesom hatchback og SW/Break. Den faceliftede udgave af 307 CC kunne i 2005/2006 leveres i fire forskellige udstyrsvarianter: Filou, Tendance, Sport og JBL.

### Motorer
307 CC fandtes med tre forskellige benzinmotorer og fra september 2005 også med 2,0-liters dieselmotor. Benzinmodellerne havde femtrins manuel gearkasse, mens 2,0-litersmotoren som ekstraudstyr kunne fås med en firetrins automatgearkasse med Tiptronic. Dieselmodellen var derimod udstyret med sekstrins manuel gearkasse. Alle versionerne fandtes med fartpilot og parkeringshjælp.
- 1.6 16V med 80 kW (109 hk)
- 2.0 16V med 100 kW (136 hk, til 2005) eller 103 kW (140 hk, fra 2006)
- 2.0 16V med 130 kW (177 hk)
- 2.0 HDi 16V FAP (partikelfilter) med 100 kW (136 hk)

## Efterfølger
I september 2007 blev hatchbackmodellerne af 307 afløst af 308. Produktionen af Break/SW blev indstillet i starten af 2008, og CC i slutningen af 2008.
På visse markeder (bl.a. Kina og Sydamerika) fortsatte 307 frem til november 2009.